# Chicagoskolen (økonomi)
Chicago-skolen er betegnelsen for ideerne hos en gruppe økonomiske forskere på University of Chicago i 1900-tallet. Forskerne, som blandt andet tæller en række Nobelprismodtagere i økonomi, har bidraget til den økonomiske videnskab på mange forskellige felter, men to centrale synspunkter, som er samlende kendetegn for dem, er troen på neoklassisk pristeori som en god forklaring på økonomisk adfærd, og troen på, at frie (i betydningen uregulerede) markeder er et godt instrument til at allokere samfundets resurser og fordele indkomsterne effektivt. En naturlig følge af det sidste synspunkt er, at skolens tilhængere er præget af modstand mod statslig intervention i økonomien og dermed tilhængere af en udpræget laissez faire-agtig tilgang til samfundsøkonomien.
Chicago-økonomer er tilhængere af hypotesen om efficiente markeder, som især har spillet en rolle indenfor finansieringsteori, og som er udviklet af Eugene Fama, der selv er Chicago-økonom. Chicagoskolen er kendt for "fagimperialisme", idet flere af dens fremtrædende repræsentanter har udfordret den konventionelle akademiske tankegang ved at udbrede pristeori og andre traditionelle økonomiske tankegange til områder, som tidligere har været andre videnskabers domæne, eksempelvis sociologi, statskundskab, jura og historie. Det gælder ikke mindst Gary Becker. Indenfor makroøkonomi forkastede skolens tilhængere keynesianismen og var indtil midten af 1970'erne fortalere for monetarisme, hvorefter den i stedet har været præget af nyklassisk økonomi med stærk vægt på rationelle forventninger.
Blandt skolens mest fremtrædende repræsentanter har udover Gary Becker været Nobelpristagerne Milton Friedman, George Stigler og Robert Lucas.
Skolen har haft stor indflydelse på den offentlige debat, og har påvirket Margaret Thatchers og Ronald Reagans økonomiske tænkning. Mange af Verdensbankens og IMF's politiske anbefalinger har tidligere været baseret på Chicagoskolens arbejde. Antagelsen om rationelle forventninger blev standard indenfor makroøkonomisk tankegang og førte til fremkomsten af nykeynesianerne, som blev Chicago-økonomernes vigtigste inetellektuelle modspillere i 1980'erne og 1990'erne. I 2000-tallet skete en begyndende tilnærmelse mellem nyklassisk og nykeynesiansk tankegang. Med finanskrisens udbrud i 2007 blev denne begyndende konsensus dog væsentligt udfordret, og der opstod et fornyet behov for generel nyorientering af makroøkonomien.

## Historie
Skolen har ingen klar grundlægger, selvom Frank Knight og Jacob Viners arbejde i 1930'erne nævnes som en klar inspirationskilde for senere Chicago-økonomer. De to nævnes ofte som de centrale figurer for den "første Chicagoskole". Især var Knight vigtig som lærer for Friedman og Stigler, men man kan ikke sige, at skolen direkte bygger på Knights forskning i særlig høj grad. Det mest kendte af Knights forskningsresultater er hans udvikling af en præcis videnskabelig definition af begreber som risiko og usikkerhed, men dette refereres ikke i særlig grad af Chicagoskolens tilhængere.
Hvis man vil finde en egentlig grundlægger, er det således snarere Friedman eller Stigler, der blev omtalt som henholdsvis "Mr Macro" og "Mr Micro" på universitetet. Stiglers ankomst til University of Chicago i 1958 er blevet udråbt som en nøglebegivenhed for udviklingen af "den anden Chicagoskole" og i sidste ende dens intellektuelle dominans.
Ofte kaldes perioden fra midten af 1970'erne og frem for "den tredje Chicagoskole". Friedman forlod University of Chicago som 65-årig i 1977, og monetarismen blev derefter afløst af den nyklassiske økonomiske tankegang som det centrale makroøkonomiske udgangspunkt for Chicago-økonomerne, anført af Robert Lucas. En anden fremtrædende nyklassisk makroøkonom var Thomas Sargent, der var ansat i Chicago 1991-98. Den nyklassiske økonomi var et mere fundamentalt opgør med den keynesianske efterspørgselstankegang end monetarismen, der i dag mest opfattes som et kortere mellemspil i den teorihistoriske udvikling. Den tredje Chicagoskole er også kendt for sit arbejde indenfor finansiel økonomi (bl.a. Eugene Fama) og en række af den økonomiske videnskabs grænseområder som retsøkonomi, public choice og ny økonomisk historie.
En række Chicago-økonomer, bl.a. Knight, Friedman og Stigler, har været aktive i Mont Pelerin-selskabet, en indflydelsesrig intellektuel gruppe, der fra 1947 og frem jævnligt mødtes i den schweiziske by Mont Pelerin. Gruppen, der er blevet betegnet som en "velorganiseret neoliberal frimurerloge", fik efterhånden stor indflydelse på den økonomiske og samfundsmæssige debat, ikke mindst efter 1970'erne, hvor stagflationen i de vestlige lande i kølvandet på den første oliekrise gav den daværende dominerende økonomiske retning keynesianismen store forklaringsproblemer.

## Idésammenhæng

### Makrodebat med Keynes læringer
Den store makroøkonomiske debat som har præget den økoniske videnskab siden 2. verdenskrig er den mellem Chicagoskolen foretrukket af blandt andre Friedman, Becker og Robert Lucas, og keynesianismes fortaler såsom John Maynard Keynes, Paul Samuelson og Paul Krugman. Forskellige meninger om hvilken rolle forventninger spiller i en økonomi (se Lucaskritikken), hvor regeringer skulle kunne forudse konjunkturcyklusser og til hvilken grad regeringer kan modvirke konjunkturcyklusser, har gjort at Chicagoskolen er blevet tilhængere af et laissez-faire-syn, mens Keynes tilhængere snarere plæderer for statslige interventioner og en stærk statslig kontrol over økonomien.

### Skolens epistemologiske baggrund
Skolen er laissez-faire ligesom den Østrigske økonomiske skole, men de adskiller sig på et vigtigt punkt; epistemologien. Til forskel fra den østrigsske skoles praxeologi så er Chicagoskolen tilhængere positivister. De har et positivistisk syn på økonomi, da man anser en teoris forklaringskraft kun kan gives ud fra dens evne til at forklare empirisk data og lave korrekte forudsigelser. Man er stærke tilhængere af den matematiske økonomi og anvender et keynesianske skelet for at udtrykke sine økonomiske udsigter. Det er i dette lys Friedmans udtalelser om at "vi er alle Keynesianere nu" skal ses.

## Kendte Chicago-økonomer
1. Gary Becker - udvidede genstandsfeltet for økonomisk analyse betydeligt ved som en af de første at bruge økonomisk metode og tankegang på traditionelle sociologiske områder som uddannelse, familieforhold, racediskrimination og kriminalitet
2. Ronald Coase - forskede i institutionel økonomi og påviste bl.a. transaktionsomkostningernes store rolle, bl.a. som forklaring på virksomheders opståen og størrelse; ophavsmand til Coase-teoremet
3. Eugene Fama - forsker i finansiel økonomi, ophavsmand til hypotesen om efficiente markeder
4. Robert Fogel - økonomisk historiker, førende tilhænger af kliometri, dvs. anvendelsen af kvantitative metoder i historieforskningen; modtog sammen med Douglass North som den første økonomiske historiker i 1993 Nobelprisen i økonomi
5. Milton Friedman - meget indflydelsesrig amerikansk makroøkonom, bl.a. monetarismens fremmeste repræsentant
6. Frank Knight - kendt for sin præcisering af forskellen på risiko og usikkerhed, og som lærer og inspirator for mange senere Chicago-økonomer
7. Robert Lucas - ledende nyklassisk økonom, der også har beskæftiget sig med moderne økonomisk vækst-teori
8. Richard Posner - jurist og amerikansk dommer, teoretiker indenfor retsøkonomi (på engelsk kendt som law and economics)
9. Theodore Schultz - udviklingsøkonom med speciel ekspertise indenfor jordbrugsøkonomi
10. George Stigler - kendt for sit arbejde indenfor public choice og informationsøkonomi

## Kritik
Indtil finanskrisens udbrud i 2007 kom det vigtigste faglige modsvar til den nyklassiske makroøkonomiske tankegang fra nykeynesianerne, en gruppering, der opstod i 1980'erne. De accepterede flere af nyklassikernes ideer som frugtbare, først og fremmest antagelsen om rationelle forventninger, men mente samtidig modsat nyklassikerne, at økonomien var præget af en række vigtige markedsfejl som eksempelvis asymmetrisk information, der skabte pristrægheder som en vigtig årsag til konjunkturudsving. Markedsfejl bevirker generelt, at en markedsøkonomi ikke fungerer effektivt uden regulering, og den nykeynesianske tankegang gav således et intellektuelt forsvar for offentlig intervention i samfundsøkonomien.
Den makroøkonomiske debat i 1980'erne og 1990'erne var i høj grad præget af ofte meget ophedede diskussioner mellem nyklassikerne og nykeynesianerne. I starten af 2000'erne virkede det, som om der efterhånden var ved at opstå en syntese mellem de to grupperingers ideer, som man tidligere har set det i den økonomiske teorihistorie. Netop på det tidspunkt opstod imidlertid finanskrisen, der udfordrede begge grupper og har ført til et behov for en generel nyorientering af makroøkonomien - et arbejde, som stadig pågår.
Især betød finanskrisen 2007-2009, at de finansielle markeders rolle blev revurderet, og relevansen af Eugene Famas efficiente markedshypotese blev meget omdiskuteret. Blandt andre kritiserede Richard Posner, selv indtil da en fremtrædende repræsentant for Chicagoskolen indenfor retsøkonomi, skarpt sine kollegaers hidtidige standpunkter i bogen A Failure of Capitalism, hvor han sprang ud som keynesianer. En anden meget prominent kritiker var Robert Shiller, økonomiprofessor ved Yale University, der modtog Nobelprisen i økonomi sammen med Fama i 2013, og som har kritiseret den efficiente markedshypotese i en række arbejder. Hypotesens forsvarere argumenterede for, at den var konsistent med den store nedgang i boligpriser og aktiekurser under krisen, fordi der var tale om en uforudsigelig begivenhed. Ifølge denne tankegang ville det snarere modsige Famas hypotese, hvis markedet aldrig kollapsede, da det gennemsnitlige afkast af risikable aktiver så ville være for stort til at kunne retfærdiggøre den lave risiko for en større nedgang i priserne. Mysteriet om risikopræmien indikerer, at markedskollaps ikke sker ofte nok til at retfærdiggøre den høje Sharpe-kvote for amerikanske aktier og andre risikable aktiver.
Økonomen Brad DeLong fra University of California, Berkeley har udtalt, at Chicagoskolen har oplevet et "intellektuelt kollaps", mens nobelprismodtageren Paul Krugman fra Princeton University i en berømt kommentar i New York Times i 2009 ("How Did Economists Get It So Wrong?") foretog et frontalangreb på de tankegange, som især Chicago-økonomer havde stået for i de seneste årtiers fagøkonomiske debat. Ifølge Krugman var disse synspunkter i høj grad et "produkt af en middelalderlig makroøkonomi, hvor hårdt tilkæmpet viden er blevet glemt". Den Chicagobaserede finansielle økonom og svigersøn af Eugene Fama, John Cochrane, gik til modangreb på Krugman med en artikel, hvor han mente, at Krugmans kritik var ad hominem og udviste en "dyb og meget politiseret uvidenhed om hvad økonomi og finansiering overhovedet handler om". Ifølge Cochrane formåede Krugman ikke at skelne korrekt mellem økonomiske bobler og rationel risikotagning og råbte "ulven kommer" for mange gange i træk. Cochrane mente, at selv hvis kritikken var rigtig, ville den blot udgøre et endnu større argument imod offentlig regulering og kontrol.
I et senere indlæg i 2015 med indledningen "Goodbye, Chicago boys. Hello, M.I.T. gang" kontrasterede Krugman Chicago-økonomerne med en gruppe yngre økonomer, bl.a. centralbankcheferne Ben Bernanke og Mario Draghi, IMF's tidligere cheføkonom Olivier Blanchard og Krugman selv, der havde taget deres uddannelse ved Massachusetts Institute of Technology, og som efter Krugmans vurdering var ved at vinde terræn blandt fagøkonomer efter finanskrisen på Chicagoskolens bekostning.
Den amerikanske demokratiske politiker og senere senator for Illinois 1949-67 Paul Howard Douglas var økonom og i en kort periode i 1940'erne økonomiprofessor ved University of Chicago. Han kritiserede i sin selvbiografi det miljø, der var på universitetet. Han skrev, at "... Jeg var bekymret over at opdage, at økonomisk og politisk konservative kollegaer havde fået stort set fuldstændigt overherredømme over mit institut og underviste i at markedsbeslutninger altid var rigtige og fortjeneste var det vigtigste... Mine kollegers meninger ville have begrænset det offentliges rolle til 1700-tallets opgaver som domstole, politi og militær, hvilket efter min mening var utilstrækkeligt selv for dette tidspunkt, og i særdeleshed er det i vores tid. Disse mænd ville hverken bruge statistiske data til at udvikle økonomiske teorier eller acceptere kritiske analyser af det økonomiske system... (Frank) Knight blev herefter åbenlyst fjendtlig, og hans disciple syntes at være overalt. Hvis jeg var blevet, ville det være i et uvenligt miljø."